# Bakmil (métro de Bakou)
Bakmil (anciennement Elektrodepo) est une station du métro de Bakou. Elle est sur la ligne rouge.
Elle fut réalisée en 28 mars 1979.